# サンドリーズン
サンドリーズンは日本の競走馬である。引退後は種牡馬として供用されていた。

## 戦績
※馬齢は旧表記とする。
1989年水沢競馬場でデビュー。3歳時は目立たなかったものの、4歳時より主戦騎手を務めた菅原勲とのコンビで頭角を現し東北優駿で重賞初制覇を遂げ、南部杯では全国の古馬一線級を相手に3着と健闘、続く不来方賞を制して臨んだダービーグランプリでは1番人気の期待に応える優勝。1991年JRAに移籍するも、芝で2戦して結果を残せず、その後長期休養に入る。1993年、約30か月もの休養を経てホッカイドウ競馬へ移籍、復帰後は掲示板の下の方の成績（4着や5着）が続いたが、1995年8月、実に約5年ぶりとなる勝利を収める。10歳となった1996年に現役引退、その後は種牡馬入りして宇都宮競馬の重賞を制したドリームラインを輩出するなどしたが、 2002年に供用停止となった。

## 重賞勝利
- 1990年 東北優駿（上山競馬場）
- 1990年 不来方賞（盛岡競馬場）
- 1990年 ダービーグランプリ（水沢競馬場）

## 血統表
| サンドリーズンの血統（ロベルト系／War Relic 5×5=6.25%、Fair Trial 5×5=6.25%（母内）） | サンドリーズンの血統（ロベルト系／War Relic 5×5=6.25%、Fair Trial 5×5=6.25%（母内）） | サンドリーズンの血統（ロベルト系／War Relic 5×5=6.25%、Fair Trial 5×5=6.25%（母内）） | （血統表の出典）        | （血統表の出典）  |
| 父 *トレボロ Treboro 1979 鹿毛                                                        | 父の父Roberto 1969 鹿毛                                                               | Hail to Reason                                                                        | Turn-to                 | Turn-to           |
| 父 *トレボロ Treboro 1979 鹿毛                                                        | 父の父Roberto 1969 鹿毛                                                               | Hail to Reason                                                                        | Nothirdchance           |                   |
| 父 *トレボロ Treboro 1979 鹿毛                                                        | 父の父Roberto 1969 鹿毛                                                               | Bramalea                                                                              | Nashua                  | Nashua            |
| 父 *トレボロ Treboro 1979 鹿毛                                                        | 父の父Roberto 1969 鹿毛                                                               | Bramalea                                                                              | Rarelea                 |                   |
| 父 *トレボロ Treboro 1979 鹿毛                                                        | 父の母Costly Dream 1971 鹿毛                                                          | Cohoes                                                                                | Mahmoud                 | Mahmoud           |
| 父 *トレボロ Treboro 1979 鹿毛                                                        | 父の母Costly Dream 1971 鹿毛                                                          | Cohoes                                                                                | Belle of Troy           |                   |
| 父 *トレボロ Treboro 1979 鹿毛                                                        | 父の母Costly Dream 1971 鹿毛                                                          | Dan's Dream                                                                           | Your Host               | Your Host         |
| 父 *トレボロ Treboro 1979 鹿毛                                                        | 父の母Costly Dream 1971 鹿毛                                                          | Dan's Dream                                                                           | Rosella                 |                   |
| 母 トミシャーク 1981 栗毛                                                             | 母の父*シルバーシャーク Silve Shark 1963 芦毛                                         | Buisson Ardent                                                                        | Relic                   | Relic             |
| 母 トミシャーク 1981 栗毛                                                             | 母の父*シルバーシャーク Silve Shark 1963 芦毛                                         | Buisson Ardent                                                                        | Rose o'Lynn             |                   |
| 母 トミシャーク 1981 栗毛                                                             | 母の父*シルバーシャーク Silve Shark 1963 芦毛                                         | Palsaka                                                                               | Palestine               | Palestine         |
| 母 トミシャーク 1981 栗毛                                                             | 母の父*シルバーシャーク Silve Shark 1963 芦毛                                         | Palsaka                                                                               | Masaka                  |                   |
| 母 トミシャーク 1981 栗毛                                                             | 母の母ヒトミフラッシュ 1971 栗毛                                                      | *キングスベンチ                                                                       | Court Martial           | Court Martial     |
| 母 トミシャーク 1981 栗毛                                                             | 母の母ヒトミフラッシュ 1971 栗毛                                                      | *キングスベンチ                                                                       | King's Cross            |                   |
| 母 トミシャーク 1981 栗毛                                                             | 母の母ヒトミフラッシュ 1971 栗毛                                                      | ハトウ                                                                                | *パールダイヴァー       | *パールダイヴァー |
| 母 トミシャーク 1981 栗毛                                                             | 母の母ヒトミフラッシュ 1971 栗毛                                                      | ハトウ                                                                                | ゴウシユウクイン F-No.9 |                   |

- 母の半妹トミアルコはダービーグランプリ、東京3歳優駿牝馬の勝ち馬